# Михалкова, Анна Никитична
А́нна Ники́тична Михалко́ва (род. 14 мая 1974, Москва, СССР) — российская актриса театра, кино и телевидения, кинопродюсер, кинооператор и телеведущая. Народная артистка Российской Федерации (2025). Член Общероссийской общественной организации «Союз кинематографистов Российской Федерации» в Москве.
Старшая дочь актёра и кинорежиссёра, народного артиста РСФСР Никиты Сергеевича Михалкова; внучка поэта и писателя, заслуженного деятеля искусств РСФСР Сергея Владимировича Михалкова.
Согласно опубликованному 25 сентября 2020 года на информационном интернет-ресурсе «Бюллетень кинопрокатчика» рейтингу профессионалов киноиндустрии, которые проанализировали достижения главных российских актрис в 2010—2019 годах, вошла в «Топ-10 главных киноактрис России», заняв в нём девятое место.

## Биография

### Ранние годы
Родилась 14 мая 1974 года в Москве, в семье актера и режиссера Никиты Сергеевича Михалкова (род. 21 октября 1945) и Татьяны Евгеньевны Михалковой (в девичестве — Соловьёва; род. 14 февраля 1947). Брат — Артём Никитич Михалков (род. 8 декабря 1975), актёр, режиссёр, продюсер.
Младшая сестра — Надежда Никитична Михалкова (род. 27 сентября 1986), актриса, кинорежиссёр, продюсер, телеведущая.
О периоде взросления и изменении мировоззрения своей старшей дочери от шести до восемнадцати лет Никита Сергеевич в 1993 году снял документальный фильм-эксперимент «Анна: от 6 до 18», в котором в течение предшествующих двенадцати лет задавал ей одни и те же вопросы и получал ответы, которые монтировал с исторической документальной видеохроникой событий, происходивших в советской и постсоветской России в те годы, когда задавались вопросы.
После окончания средней школы в 1991 году два года изучала историю искусств (по году в Швейцарии и Италии (в Риме)).
В 1993 году поступила, а в 1997 году окончила актёрский факультет Всероссийского государственного института кинематографии имени С. А. Герасимова (ВГИК) в Москве по специальности «Артист драматического театра и кино» (руководитель курса — Анатолий Владимирович Ромашин, Народный артист РСФСР).
После получения высшего актёрского образования училась на юридическом факультете Московского государственного института международных отношений (МГИМО) по специальности «Международное право».

### Карьера
Дебютировала в кино в эпизодической роли девочки в советско-итальянском драматическом художественном фильме «Очи чёрные» (1987), снятом её отцом по мотивам рассказов А. П. Чехова. Затем последовали роль Зинаиды в экранизации (1995) повести «Первая любовь» И. С. Тургенева режиссёра Романа Балаяна, роль Марьи Антоновны в экранизации (1996) комедии «Ревизор» Н. В. Гоголя режиссёра Сергея Газарова и роли в фильмах «Сибирский цирюльник» (1998) режиссёра Никиты Михалкова и «Небо в алмазах» (1999) режиссёра Василия Пичула. В 2003 году сыграла злодейку Анну в телесериале «Сибирочка» по одноимённой повести Л. А. Чарской режиссёра Владимира Грамматикова.
С марта 2002 года ведёт вечернюю телевизионную программу для детей дошкольного и младшего школьного возраста «Спокойной ночи, малыши!» на телеканалах «Культура» («Россия-Культура») и «РТР» («Россия», «Россия-1»). 18 июня 2019 года за работу в этой телепередаче на канале-вещателе «Россия-Культура» Анна Михалкова стала лауреатом российской национальной телевизионной премии за лучшие телепрограммы для детей «ТЭФИ-KIDS» в номинации «Ведущий телевизионной программы для детей» за 2019 год.
В 2003 году стала одним из создателей и продюсером кинооператорской премии «Белый квадрат», которая вручается ежегодно Гильдией кинооператоров России за лучшую операторскую работу в полнометражных художественных фильмах.
Знаковой для актрисы стала роль Катерины в драматическом художественном фильме о Великой Отечественной войне «Свои» (2004) режиссёра Дмитрия Месхиева: 

«Ощущение комфорта, уверенности в себе пришло гораздо позже, чем я окончила институт. Произошло это после фильма „Свои“. Я поняла, как наилучшим образом использовать свои навыки, внутренние и внешние данные. Существовала свободная, никем не занятая ниша, которую я попыталась занять.»— Анна Михалкова.
6 февраля 2007 года за роль младшего лейтенанта милиции Люды в комедийном художественном фильме «Изображая жертву» (2006) режиссёра Кирилла Серебренникова была удостоена кинопремии «Белый слон» Гильдии киноведов и кинокритиков России в номинации «Лучшая женская роль второго плана» за 2006 год, а в марте 2007 года номинирована на кинопремию «Ника» в категории «Лучшая женская роль второго плана» за 2006 год.
Большое количество наград актрисе принесло сотворчество с режиссёром Авдотьей Смирновой. Первая их совместная работа — драма «Связь» (2006), фильм о любви замужней женщины Нины (в исполнении Анны Михалковой) и женатого мужчины, которые так и не решились соединить свои судьбы. За эту роль 27 января 2007 года актриса получила кинопремию «Золотой орёл» в номинации «Лучшая женская роль в кино» за 2006 год. Затем последовал трагикомедийный художественный фильм «Кококо» (2012), сценарий которого был написан Анной Пармас специально под Анну Михалкову. 10 июня 2012 года за исполнение роли Елизаветы Воронцовой в этой картине актриса получила приз «За лучшую женскую роль» на XXIII Открытом российском кинофестивале «Кинотавр» в Сочи, а 25 ноября 2012 года — приз «За лучшую женскую роль» (совместно с Яной Трояновой) на ХХ Фестивале российского кино в Онфлёре (Франция).
В апреле 2015 года дебютировала в театральной постановке — сыграла главную роль мамы в спектакле «Как выдать маму замуж» по одноимённой пьесе братьев Олега и Владимира Пресняковых (режиссёр — Павел Сафонов) в бывшем клубе «Артист» в Москве.
В 2017 году актриса исполнила одну из главных ролей в медицинском детективном телесериале «Доктор Рихтер» режиссёра Андрея Прошкина, официальной адаптации американского сериала «Доктор Хаус». Елизавета Никольская, главный врач и главная сдерживающая сила доктора Рихтера, получилась совсем не похожей на персонажа из американского сериала. Андрей Прошкин прокомментировал выбор её кандидатуры: 

«У меня сначала было удивление, а потом, наоборот, мы как-то загорелись этой идеей. Именно её непохожесть показалась интересной. И сразу было ощущение, что у них получится хороший тандем с Серебряковым, как, на мой взгляд, и вышло. А Михалкову я готов снимать в любой роли, потому что я большой её поклонник.»— Андрей Прошкин.
Анна Михалкова активно снимается в кино и параллельно с этим пробует себя в качестве кинопродюсера. Первым её самостоятельным проектом стал социальный триллер Леонида Рыбакова «Скажи Лео» (2008) о реальном и виртуальном мире. В 2009 году с режиссёром Игорем Волошиным Михалкова выпустила драму «Я». Позже вышла мелодрама Алисы Хмельницкой и Резо Гигинеишвили «Без мужчин» (2010), где одну из главных ролей исполнила её сестра Надежда. В 2014 году выпустила детский комедийный фильм «Федька» в сотворчестве с Любовью Андреевой. 

«Я очень люблю сниматься, но этим мои интересы в кино не ограничиваются. У меня всегда были хорошие организаторские способности, хотелось найти им применение, например, помогать друзьям в осуществлении их творческих замыслов. Меня увлекают оригинальные идеи, я хочу быть причастной к их воплощению. Это завораживающий для меня процесс.»— Анна Михалкова.

### Личная жизнь
Муж — Альберт Владимирович Баков (род. 27 мая 1962), предприниматель, экс-генеральный директор АО «ЦНИИточмаш» (2018—2021). Михалкова и Баков познакомились в 1997 году на одной из вечеринок «Российского фонда культуры» и вскоре поженились. В 2006 году супруги развелись, а через год снова поженились.
У супругов трое детей: сыновья Андрей (род. 2000) и Сергей (род. 2001), дочь Лидия (род. 9 сентября 2013).

## Творчество

### Фильмография

#### Актриса
| Год  |     | Название                                                 | Роль |
| ---- | --- | -------------------------------------------------------- | --- |
| 1987 | ф   | Очи чёрные                                               | девочка в Сысоеве, вручающая венок Романо Патрое (в титрах не указана) |
| 1993 | док | Анна: от 6 до 18                                         | в роли самой себя |
| 1995 | ф   | Первая любовь                                            | Зинаида Александровна Засекина |
| 1996 | ф   | Ревизор                                                  | Марья Антоновна, дочь городничего Антона Антоновича Сквозник-Дмухановского |
| 1998 | ф   | Сибирский цирюльник                                      | Дуняша, горничная в доме Толстых, позже жена Андрея |
| 1999 | ф   | Небо в алмазах                                           | Зина |
| 2000 | ф   | Лицо французской национальности                          | Светлана, учительница |
| 2003 | ф   | Любовь и правда Фёдора Тютчева                           | Анна Фёдоровна Тютчева, старшая дочь русского поэта Фёдора Ивановича Тютчева |
| 2003 | с   | Сибирочка                                                | Анна |
| 2004 | ф   | Свои                                                     | Катерина |
| 2004 | ф   | Если завтра в поход                                      | Нина Олушева, психолог, мать Вити |
| 2004 | ф   | Тайна «Волчьей пасти»                                    | Нина Олушева, психолог, мать Вити |
| 2005 | ф   | Сага древних булгар. Лествица Владимира Красное Солнышко | Анна Византийская, жена великого князя киевского Владимира Святославича сестра Константина VIII |
| 2006 | с   | Девять месяцев                                           | Аня |
| 2006 | ф   | Изображая жертву                                         | Люда, младший лейтенант милиции |
| 2006 | ф   | Связь                                                    | Нина, рекламный агент |
| 2007 | с   | Убойная сила 6 (фильм № 2 «Мыс Доброй надежды»)          | Даша |
| 2007 | с   | Сыщик Путилин                                            | Нина Куколева, жена Семёна Семёновича |
| 2008 | ф   | Обитаемый остров                                         | Орди Тадер |
| 2008 | ф   | Живи и помни                                             | Надька, подруга и соседка Настасьи Гуськовой, мать троих детей, вдова фронтовика |
| 2008 | ф   | Скажи Лео                                                | мать девушки «Russian girl» |
| 2009 | ф   | Сумасшедшая помощь                                       | дочь инженера |
| 2009 | ф   | Я                                                        | Калитка, главврач психбольницы |
| 2010 | ф   | ПираМММида                                               | жена Сергея Мамонтова |
| 2010 | ф   | Без мужчин                                               | Лариса, любовница Стасика |
| 2010 | ф   | Дочь якудзы                                              | невеста |
| 2011 | ф   | Утомлённые солнцем 2. Цитадель                           | крестьянка Нюра, беременная немецким ребёнком |
| 2011 | кор | Саша                                                     | гримёр |
| 2011 | ф   | Бедуин                                                   | Зина, проводница |
| 2011 | ф   | Небесный суд                                             | Люция Аркадьевна Виноградова, врач-стоматолог |
| 2011 | ф   | Мой папа Барышников                                      | Лариса, мама Бори Фишкина |
| 2011 | ф   | 2 дня                                                    | камео |
| 2011 | ф   | Распутин                                                 | Анна Александровна Вырубова, фрейлина |
| 2012 | с   | Жизнь и судьба                                           | Марья Ивановна Соколова |
| 2012 | ф   | Кококо                                                   | Елизавета Воронцова, научный сотрудник музея «Кунсткамера» |
| 2012 | ф   | Пока ночь не разлучит                                    | посетительница ресторана |
| 2012 | ф   | Любовь с акцентом (новелла № 1 «Хельга из Вильнюса»)     | Хельга, сотрудница вильнюсского телевидения |
| 2012 | ф   | После школы                                              | Алёна Золотистая, жена физрука Виктора Васильевича, мать Вовы, режиссёр фильма «Вова от 6 до 16-ти»                                                                                                  |
| 2013 | с   | Кукушечка                                                | Раиса Грошина |
| 2013 | ф   | Марафон                                                  | Наталья Ивановна Одинцова, квартирная хозяйка |
| 2014 | с   | Чудотворец                                               | Маргарита Навицкая |
| 2016 | ф   | Ледокол                                                  | Галина Севченко, жена капитана ледокола «Михаил Громов» |
| 2016 | ф   | Петербург. Только по любви (новелла № 7 «Выгул собак»)   | Вера |
| 2016 | с   | Пьяная фирма                                             | Сабина, медсестра, мать Анастасии |
| 2016 | ф   | Врач                                                     | Галина, жена нейрохирурга Юрия Мальцева |
| 2016 | с   | Красные браслеты                                         | Анна Марковна, заведующая отделением хирургии |
| 2016 | с   | Частица вселенной                                        | Лариса Андреевна Яшина, жена командира экипажа МКС Геннадия Яшина |
| 2017 | с   | Доктор Рихтер                                            | Елизавета Дмитриевна Никольская, врач-эндокринолог, главный врач |
| 2017 | ф   | Про любовь. Только для взрослых                          | Галина, жена нейрохирурга Юрия Мальцева |
| 2017 | ф   | Мешок без дна                                            | фрейлина Великого князя |
| 2018 | ф   | Селфи                                                    | Вика, бывшая жена Владимира Богданова |
| 2018 | с   | Обычная женщина                                          | Марина Сергеевна Лаврова |
| 2018 | ф   | Проигранное место                                        | Мария |
| 2018 | ф   | История одного назначения                                | Анна Ивановна, учительница, «нигилистка» |
| 2018 | ф   | Заповедник                                               | Галина, начальник экскурсионного бюро |
| 2018 | с   | Годунов                                                  | Ирина Фёдоровна Годунова, сестра Бориса Годунова, жена царя Фёдора I Ивановича |
| 2019 | с   | Шторм                                                    | Марина Алексеевна Кузнецова, преподаватель психологии |
| 2019 | с   | Эпидемия (серия № 5)                                     | Ольга Семёнова |
| 2019 | ф   | Давай разведёмся!                                        | Мария Эдуардовна Елисеева, врач-гинеколог |
| 2020 | с   | СидЯдома                                                 | Алла Матвеевна, бывшая жена Цветкова |
| 2020 | с   | Окаянные дни (новелла № 1 «Счастливое окончание»)        | Лена (Елена Владимировна), жена Вити (Виктора Алексеевича) |
| 2020 | с   | Нежность                                                 | Алла, подруга Елены |
| 2020 | с   | Мёртвые души                                             | Агафья Тихоновна, жена начальника УВД |
| 2021 | ф   | Дело                                                     | снималась |
| 2021 | с   | Вертинский                                               | Александра Ивановна Бурковская, агент советских спецслужб |
| 2021 | с   | Комета Галлея                                            | Юлия Борисовна, мать Таисии и Дуси Артемьевых |
| 2021 | ф   | Оторви и выбрось                                         | Вера Павловна |
| 2021 | с   | Васнецова                                                | Вероника Васнецова, майор полиции |
| 2022 | с   | Исправление и наказание                                  | Алёна Викторовна Неверова, заместитель начальника колонии по воспитательной работе (первый сезон), исполняющая обязанности начальника колонии (второй сезон), капитан, дочь Виктора от первого брака |
| 2022 | с   | Номинация                                                | Татьяна Истомина |
| 2022 | с   | Алиса не может ждать                                     | Ирина, мама Алисы и Юли |
| 2022 | ф   | Ника                                                     | Майя Анатольевна Никаноркина, мама Ники |
| 2023 | ф   | Чувства Анны                                             | Анна, сотрудница кондитерской фабрики |
| 2023 | ф   | Повелитель ветра                                         | Ирина Конюхова |
| 2024 | с   | Трасса                                                   | Эльвира Альбертовна Бараева, следователь |
| 2024 | ф   | Уроки китайского                                         | мама Лики |
| 2024 | с   | Дорогой родственник                                      | Ирина Тихоходова |
| 2024 | ф   | Совсем ошалели                                           | Ольга |
| 2024 | ф   | Лотерея                                                  | Наташа |
| 2024 | ф   | Капитан четвёртого ранга                                 | Галина |
| 2024 | с   | Убойный отпуск                                           | Люба |
| 2024 | ф   | Ровесник                                                 | Александра |
| 2024 | с   | Ангелы района                                            | Алёна |
| 2025 | ф   | Екатерина Великая                                        | взрослая Екатерина II |

#### Продюсер
- 2007 — Люди из камня (короткометражка)
- 2008 — Скажи Лео
- 2009 — Я
- 2010 — Машинист
- 2014 — Федька
- 2018 — Проигранное место

### Работа на телевидении
- 2002 — н. в. — «Спокойной ночи, малыши!» («Культура», «Россия-1»)[7][9][11][12].

### Роли в театре
- 2015 — спектакль «Как выдать маму замуж» по одноимённой пьесе братьев Олега и Владимира Пресняковых (режиссёр — Павел Сафонов; премьера прошла в апреле 2015 года в бывшем клубе «Артист» в Москве) — мама (театральный дебют актрисы)[5]

## Признание заслуг

### Государственные награды и звания
- 2019 — почётное звание «Заслуженный артист Российской Федерации» — за большой вклад в развитие отечественной культуры и искусства, многолетнюю плодотворную деятельность[3].
- 2025 — почётное звание «Народный артист Российской Федерации» — за большие заслуги в развитии кинематографического, театрального, хореографического, циркового и эстрадного искусства[2].

### Общественные награды, премии и номинации
- 2007 — кинопремия «Золотой орёл» в номинации «Лучшая женская роль в кино» за 2006 год (27 января 2007 года) — за роль Нины в драматическом художественном фильме «Связь» (2006) режиссёра Авдотьи Смироновой[16].
- 2007 — кинопремия «Белый слон» Гильдии киноведов и кинокритиков России в номинации «Лучшая женская роль второго плана» за 2006 год (6 февраля 2007 года) — за исполнение роли младшего лейтенанта милиции Люды в комедийном художественном фильме «Изображая жертву» (2006) режиссёра Кирилла Серебренникова[14][15].
- 2007 — номинация на кинопремию «Ника» в категории «Лучшая женская роль второго плана» за 2006 год (23 марта 2007 года) — за исполнение роли младшего лейтенанта милиции Люды в комедийном художественном фильме «Изображая жертву» (2006) режиссёра Кирилла Серебренникова.
- 2008 — кинопремия «Белый слон» Гильдии киноведов и кинокритиков России в номинации «Лучшая женская роль второго плана» за 2008 год (26 декабря 2008 года) — за исполнение роли Надьки в драматическом художественном фильме «Живи и помни» (2008) режиссёра Александра Прошкина[25][26].
- 2009 — кинопремия «Ника» в номинации «Лучшая женская роль второго плана» за 2008 год (3 апреля 2009 года) — за исполнение роли Надьки в драматическом художественном фильме «Живи и помни» (2008) режиссёра Александра Прошкина.
- 2009 — кинопремия «Белый слон» Гильдии киноведов и кинокритиков России в номинации «Лучшая женская роль второго плана» за 2009 год (21 декабря 2009 года) — за исполнение роли дочери в комедийном художественном фильме «Сумасшедшая помощь» (2009) режиссёра Бориса Хлебникова[27][28].
- 2010 — номинация на кинопремию «Ника» в категории «Лучшая женская роль второго плана» за 2009 год (31 марта 2010 года) — за исполнение роли дочери в комедийном художественном фильме «Сумасшедшая помощь» (2009) режиссёра Бориса Хлебникова.
- 2012 — приз «За лучшую женскую роль» (совместно с Яной Трояновой) за 2012 год на XXIII Открытом российском кинофестивале «Кинотавр» в Сочи (10 июня 2012 года) — за исполнение роли Елизаветы Воронцовой в трагикомедийном художественном фильме «Кококо» (2012) режиссёра Авдотьи Смирновой[17].
- 2012 — приз «За лучшую женскую роль» (совместно с Яной Трояновой) на ХХ Фестивале российского кино в Онфлёре (Франция) (25 ноября 2012 года) — за исполнение роли Елизаветы Воронцовой в трагикомедийном художественном фильме «Кококо» (2012) режиссёра Авдотьи Смирновой[18].
- 2013 — кинопремия «Золотой орёл» в номинации «Лучшая женская роль в кино» за 2012 год (25 января 2013 года) — за роль Хельги в киноальманахе «Любовь с акцентом» (2012, новелла «Хельга из Вильнюса») режиссёра Резо Гигинеишвили[29].
- 2013 — номинация на кинопремию «Ника» в категории «Лучшая женская роль» за 2012 год (2 апреля 2013 года) — за исполнение роли Елизаветы Воронцовой в трагикомедийном художественном фильме «Кококо» (2012) режиссёра Авдотьи Смирновой.
- 2018 — приз в номинации «Лучшая актриса» («Meilleure actrice») на Международном фестивале сериалов «Series Mania» в городе Лилле (Франция) (5 мая 2018 года) — за исполнение главной роли Марины Лавровой в детективном телесериале «Обычная женщина» (2018) режиссёров Бориса Хлебникова и Наталии Мещаниновой[30].
- 2019 — кинопремия «Золотой орёл» в номинации «Лучшая женская роль на телевидении» за 2018 год (25 января 2019 года) — за исполнение главной роли Марины Лавровой в детективном телесериале «Обычная женщина» (2018) режиссёров Бориса Хлебникова и Наталии Мещаниновой[31].
- 2019 — лауреат российской национальной телевизионной премии за лучшие телепрограммы для детей «ТЭФИ-KIDS» в номинации «Ведущий телевизорной программы для детей» за 2019 год (18 июня 2019 года) — за ведение вечерней телевизионной программы для детей дошкольного и младшего школьного возраста «Спокойной ночи, малыши!» на канале-вещателе «Россия-Культура» (Москва)[11][12].
- 2019 — лауреат российской национальной телевизионной премии «ТЭФИ» в категории «Вечерний прайм» в номинации «Лучшая актриса телевизионного фильма/сериала» за 2019 год (2 октября 2019 года) — за исполнение главной роли Марины Лавровой в детективном телесериале «Обычная женщина» (2018) режиссёров Бориса Хлебникова и Наталии Мещаниновой[32][33].
- 2019 — специальный диплом жюри «за талантливое исполнение главной женской роли» на ХХ Всероссийском фестивале кинокомедий «Улыбнись, Россия!» в Туле (2—8 ноября 2019 года) — за исполнение главной роли Маши Елисеевой в комедийном художественном фильме «Давай разведёмся!» режиссёра Анны Пармас[34][35][36].
- 2020 — кинопремия «Золотой орёл» в номинации «Лучшая женская роль на телевидении» за 2019 год (24 января 2020 года) — за исполнение роли Марины Кузнецовой в драматическом телесериале «Шторм» (2019) режиссёра Бориса Хлебникова[37][38].
- 2020 — лауреат III Фестиваля многосерийных художественных фильмов «Утро Родины» в Южно-Сахалинске (14 марта 2020 года) в номинации «Лучшая женская роль» — за исполнение роли Марины Кузнецовой в драматическом телесериале «Шторм» (2019) режиссёра Бориса Хлебникова[39][40].
- 2023 — номинация на кинопремию «Золотой орёл» в категории Лучшая женская роль на телевидении за роль в сериале «Исправление и наказание».
- 2023 — кинопремия «Золотой орёл» Лучшей актрисе онлайн-сериала за роль в сериале «Алиса не может ждать»[41].
- 2024 — «Золотой орёл» за 2023 год в номинации «Лучшая женская роль в кино» («Чувства Анны»).
- 2024 — Премия Правительства Российской Федерации в области средств массовой информации — в честь 60-летия старейшей детской программы «Спокойной ночи, малыши!», за выдающийся вклад в развитие отечественных средств массовой информации и сохранение отечественных традиций детского телевещания[42].

## Генеалогия
Родословное древо
|                                |                                |                                |                                |                                       |                                       |                                       |                                       |                                       |                                       |                                |                                | Владимир Михалков (1817—1900)  |                                |                                |                                |                                |                                |                             |                             |                             |                             |                             |                             |                                  |                                  |                                  |                                  |                                  |                                  |                               |                               |                               |                               |                               |                               |                                 |                                 |                                 |                                 |                                       |                                       |                                       |                                       |                                       |                                       |                          |                          |                          |                          |  |  |                             |                             |                             |                             |                             |                             |  |  |
|                                |                                |                                |                                |                                       |                                       |                                       |                                       |                                       |                                       |                                |                                |                                |                                |                                |                                |                                |                                |                             |                             |                             |                             |                             |                             |                                  |                                  |                                  |                                  |                                  |                                  |                               |                               |                               |                               |                               |                               |                                 |                                 |                                 |                                 |                                       |                                       |                                       |                                       |                                       |                                       |                          |                          |                          |                          |  |  |                             |                             |                             |                             |                             |                             |  |  |
|                                |                                |                                |                                |                                       |                                       |                                       |                                       |                                       |                                       |                                |                                | Александр Михалков (1856—1915) | Александр Михалков (1856—1915) | Александр Михалков (1856—1915) | Александр Михалков (1856—1915) | Александр Михалков (1856—1915) | Александр Михалков (1856—1915) |                             |                             | Василий Суриков (1848—1916) | Василий Суриков (1848—1916) | Василий Суриков (1848—1916) | Василий Суриков (1848—1916) | Василий Суриков (1848—1916)      | Василий Суриков (1848—1916)      |                                  |                                  |                                  |                                  |                               |                               | Пётр Кончаловский (1839—1904) | Пётр Кончаловский (1839—1904) | Пётр Кончаловский (1839—1904) | Пётр Кончаловский (1839—1904) | Пётр Кончаловский (1839—1904)   | Пётр Кончаловский (1839—1904)   |                                 |                                 |                                       |                                       |                                       |                                       |                                       |                                       |                          |                          |                          |                          |  |  |                             |                             |                             |                             |                             |                             |  |  |
|                                |                                |                                |                                |                                       |                                       |                                       |                                       |                                       |                                       |                                |                                | Александр Михалков (1856—1915) | Александр Михалков (1856—1915) | Александр Михалков (1856—1915) | Александр Михалков (1856—1915) | Александр Михалков (1856—1915) | Александр Михалков (1856—1915) |                             |                             | Василий Суриков (1848—1916) | Василий Суриков (1848—1916) | Василий Суриков (1848—1916) | Василий Суриков (1848—1916) | Василий Суриков (1848—1916)      | Василий Суриков (1848—1916)      |                                  |                                  |                                  |                                  |                               |                               | Пётр Кончаловский (1839—1904) | Пётр Кончаловский (1839—1904) | Пётр Кончаловский (1839—1904) | Пётр Кончаловский (1839—1904) | Пётр Кончаловский (1839—1904)   | Пётр Кончаловский (1839—1904)   |                                 |                                 |                                       |                                       |                                       |                                       |                                       |                                       |                          |                          |                          |                          |  |  |                             |                             |                             |                             |                             |                             |  |  |
|                                |                                |                                |                                |                                       |                                       |                                       |                                       |                                       |                                       |                                |                                |                                |                                |                                |                                |                                |                                |                             |                             |                             |                             |                             |                             |                                  |                                  |                                  |                                  |                                  |                                  |                               |                               |                               |                               |                               |                               |                                 |                                 |                                 |                                 |                                       |                                       |                                       |                                       |                                       |                                       |                          |                          |                          |                          |  |  |                             |                             |                             |                             |                             |                             |  |  |
|                                |                                |                                |                                | Ольга Глебова (1883—1943)             | Ольга Глебова (1883—1943)             | Ольга Глебова (1883—1943)             | Ольга Глебова (1883—1943)             | Ольга Глебова (1883—1943)             | Ольга Глебова (1883—1943)             |                                |                                | Владимир Михалков (1886—1932)  | Владимир Михалков (1886—1932)  | Владимир Михалков (1886—1932)  | Владимир Михалков (1886—1932)  | Владимир Михалков (1886—1932)  | Владимир Михалков (1886—1932)  |                             |                             | Ольга Сурикова (1878—1958)  | Ольга Сурикова (1878—1958)  | Ольга Сурикова (1878—1958)  | Ольга Сурикова (1878—1958)  | Ольга Сурикова (1878—1958)       | Ольга Сурикова (1878—1958)       |                                  |                                  | Пётр Кончаловский (1876—1956)    | Пётр Кончаловский (1876—1956)    | Пётр Кончаловский (1876—1956) | Пётр Кончаловский (1876—1956) | Пётр Кончаловский (1876—1956) | Пётр Кончаловский (1876—1956) |                               |                               | Максим Кончаловский (1875—1942) | Максим Кончаловский (1875—1942) | Максим Кончаловский (1875—1942) | Максим Кончаловский (1875—1942) | Максим Кончаловский (1875—1942)       | Максим Кончаловский (1875—1942)       |                                       |                                       |                                       |                                       |                          |                          |                          |                          |  |  |                             |                             |                             |                             |                             |                             |  |  |
|                                |                                |                                |                                | Ольга Глебова (1883—1943)             | Ольга Глебова (1883—1943)             | Ольга Глебова (1883—1943)             | Ольга Глебова (1883—1943)             | Ольга Глебова (1883—1943)             | Ольга Глебова (1883—1943)             |                                |                                | Владимир Михалков (1886—1932)  | Владимир Михалков (1886—1932)  | Владимир Михалков (1886—1932)  | Владимир Михалков (1886—1932)  | Владимир Михалков (1886—1932)  | Владимир Михалков (1886—1932)  |                             |                             | Ольга Сурикова (1878—1958)  | Ольга Сурикова (1878—1958)  | Ольга Сурикова (1878—1958)  | Ольга Сурикова (1878—1958)  | Ольга Сурикова (1878—1958)       | Ольга Сурикова (1878—1958)       |                                  |                                  | Пётр Кончаловский (1876—1956)    | Пётр Кончаловский (1876—1956)    | Пётр Кончаловский (1876—1956) | Пётр Кончаловский (1876—1956) | Пётр Кончаловский (1876—1956) | Пётр Кончаловский (1876—1956) |                               |                               | Максим Кончаловский (1875—1942) | Максим Кончаловский (1875—1942) | Максим Кончаловский (1875—1942) | Максим Кончаловский (1875—1942) | Максим Кончаловский (1875—1942)       | Максим Кончаловский (1875—1942)       |                                       |                                       |                                       |                                       |                          |                          |                          |                          |  |  |                             |                             |                             |                             |                             |                             |  |  |
|                                |                                |                                |                                |                                       |                                       |                                       |                                       |                                       |                                       |                                |                                |                                |                                |                                |                                |                                |                                |                             |                             |                             |                             |                             |                             |                                  |                                  |                                  |                                  |                                  |                                  |                               |                               |                               |                               |                               |                               |                                 |                                 |                                 |                                 |                                       |                                       |                                       |                                       |                                       |                                       |                          |                          |                          |                          |  |  |                             |                             |                             |                             |                             |                             |  |  |
|                                |                                |                                |                                |                                       |                                       |                                       |                                       |                                       |                                       |                                |                                |                                |                                |                                |                                |                                |                                |                             |                             |                             |                             |                             |                             |                                  |                                  |                                  |                                  |                                  |                                  |                               |                               |                               |                               |                               |                               |                                 |                                 |                                 |                                 |                                       |                                       |                                       |                                       |                                       |                                       |                          |                          |                          |                          |  |  |                             |                             |                             |                             |                             |                             |  |  |
| Михаил Михалков (1922—2006)    | Михаил Михалков (1922—2006)    | Михаил Михалков (1922—2006)    | Михаил Михалков (1922—2006)    | Михаил Михалков (1922—2006)           | Михаил Михалков (1922—2006)           |                                       |                                       | Александр Михалков (1917—2001)        | Александр Михалков (1917—2001)        | Александр Михалков (1917—2001) | Александр Михалков (1917—2001) | Александр Михалков (1917—2001) | Александр Михалков (1917—2001) |                                |                                | Сергей Михалков (1913—2009)    | Сергей Михалков (1913—2009)    | Сергей Михалков (1913—2009) | Сергей Михалков (1913—2009) | Сергей Михалков (1913—2009) | Сергей Михалков (1913—2009) |                             |                             | Наталья Кончаловская (1903—1988) | Наталья Кончаловская (1903—1988) | Наталья Кончаловская (1903—1988) | Наталья Кончаловская (1903—1988) | Наталья Кончаловская (1903—1988) | Наталья Кончаловская (1903—1988) |                               |                               |                               |                               |                               |                               | Нина Кончаловская (1908—1994)   | Нина Кончаловская (1908—1994)   | Нина Кончаловская (1908—1994)   | Нина Кончаловская (1908—1994)   | Нина Кончаловская (1908—1994)         | Нина Кончаловская (1908—1994)         |                                       |                                       |                                       |                                       |                          |                          |                          |                          |  |  |                             |                             |                             |                             |                             |                             |  |  |
| Михаил Михалков (1922—2006)    | Михаил Михалков (1922—2006)    | Михаил Михалков (1922—2006)    | Михаил Михалков (1922—2006)    | Михаил Михалков (1922—2006)           | Михаил Михалков (1922—2006)           |                                       |                                       | Александр Михалков (1917—2001)        | Александр Михалков (1917—2001)        | Александр Михалков (1917—2001) | Александр Михалков (1917—2001) | Александр Михалков (1917—2001) | Александр Михалков (1917—2001) |                                |                                | Сергей Михалков (1913—2009)    | Сергей Михалков (1913—2009)    | Сергей Михалков (1913—2009) | Сергей Михалков (1913—2009) | Сергей Михалков (1913—2009) | Сергей Михалков (1913—2009) |                             |                             | Наталья Кончаловская (1903—1988) | Наталья Кончаловская (1903—1988) | Наталья Кончаловская (1903—1988) | Наталья Кончаловская (1903—1988) | Наталья Кончаловская (1903—1988) | Наталья Кончаловская (1903—1988) |                               |                               |                               |                               |                               |                               | Нина Кончаловская (1908—1994)   | Нина Кончаловская (1908—1994)   | Нина Кончаловская (1908—1994)   | Нина Кончаловская (1908—1994)   | Нина Кончаловская (1908—1994)         | Нина Кончаловская (1908—1994)         |                                       |                                       |                                       |                                       |                          |                          |                          |                          |  |  |                             |                             |                             |                             |                             |                             |  |  |
|                                |                                |                                |                                |                                       |                                       |                                       |                                       |                                       |                                       |                                |                                |                                |                                |                                |                                |                                |                                |                             |                             |                             |                             |                             |                             |                                  |                                  |                                  |                                  |                                  |                                  |                               |                               |                               |                               |                               |                               |                                 |                                 |                                 |                                 |                                       |                                       |                                       |                                       |                                       |                                       |                          |                          |                          |                          |  |  |                             |                             |                             |                             |                             |                             |  |  |
|                                |                                |                                |                                |                                       |                                       |                                       |                                       |                                       |                                       |                                |                                |                                |                                |                                |                                |                                |                                |                             |                             |                             |                             |                             |                             |                                  |                                  |                                  |                                  |                                  |                                  |                               |                               |                               |                               |                               |                               |                                 |                                 |                                 |                                 |                                       |                                       |                                       |                                       |                                       |                                       |                          |                          |                          |                          |  |  |                             |                             |                             |                             |                             |                             |  |  |
| Наталия Аринбасарова (р. 1946) | Наталия Аринбасарова (р. 1946) | Наталия Аринбасарова (р. 1946) | Наталия Аринбасарова (р. 1946) | Наталия Аринбасарова (р. 1946)        | Наталия Аринбасарова (р. 1946)        |                                       |                                       | Андрей Кончаловский (р. 1937)         | Андрей Кончаловский (р. 1937)         | Андрей Кончаловский (р. 1937)  | Андрей Кончаловский (р. 1937)  | Андрей Кончаловский (р. 1937)  | Андрей Кончаловский (р. 1937)  |                                |                                | Юлия Высоцкая (р. 1973)        | Юлия Высоцкая (р. 1973)        | Юлия Высоцкая (р. 1973)     | Юлия Высоцкая (р. 1973)     | Юлия Высоцкая (р. 1973)     | Юлия Высоцкая (р. 1973)     |                             |                             | Анастасия Вертинская (р. 1944)   | Анастасия Вертинская (р. 1944)   | Анастасия Вертинская (р. 1944)   | Анастасия Вертинская (р. 1944)   | Анастасия Вертинская (р. 1944)   | Анастасия Вертинская (р. 1944)   |                               |                               | Никита Михалков (р. 1945)     | Никита Михалков (р. 1945)     | Никита Михалков (р. 1945)     | Никита Михалков (р. 1945)     | Никита Михалков (р. 1945)       | Никита Михалков (р. 1945)       |                                 |                                 | Татьяна Михалкова (Шигаева) (р. 1947) | Татьяна Михалкова (Шигаева) (р. 1947) | Татьяна Михалкова (Шигаева) (р. 1947) | Татьяна Михалкова (Шигаева) (р. 1947) | Татьяна Михалкова (Шигаева) (р. 1947) | Татьяна Михалкова (Шигаева) (р. 1947) |                          |                          |                          |                          |  |  |                             |                             |                             |                             |                             |                             |  |  |
| Наталия Аринбасарова (р. 1946) | Наталия Аринбасарова (р. 1946) | Наталия Аринбасарова (р. 1946) | Наталия Аринбасарова (р. 1946) | Наталия Аринбасарова (р. 1946)        | Наталия Аринбасарова (р. 1946)        |                                       |                                       | Андрей Кончаловский (р. 1937)         | Андрей Кончаловский (р. 1937)         | Андрей Кончаловский (р. 1937)  | Андрей Кончаловский (р. 1937)  | Андрей Кончаловский (р. 1937)  | Андрей Кончаловский (р. 1937)  |                                |                                | Юлия Высоцкая (р. 1973)        | Юлия Высоцкая (р. 1973)        | Юлия Высоцкая (р. 1973)     | Юлия Высоцкая (р. 1973)     | Юлия Высоцкая (р. 1973)     | Юлия Высоцкая (р. 1973)     |                             |                             | Анастасия Вертинская (р. 1944)   | Анастасия Вертинская (р. 1944)   | Анастасия Вертинская (р. 1944)   | Анастасия Вертинская (р. 1944)   | Анастасия Вертинская (р. 1944)   | Анастасия Вертинская (р. 1944)   |                               |                               | Никита Михалков (р. 1945)     | Никита Михалков (р. 1945)     | Никита Михалков (р. 1945)     | Никита Михалков (р. 1945)     | Никита Михалков (р. 1945)       | Никита Михалков (р. 1945)       |                                 |                                 | Татьяна Михалкова (Шигаева) (р. 1947) | Татьяна Михалкова (Шигаева) (р. 1947) | Татьяна Михалкова (Шигаева) (р. 1947) | Татьяна Михалкова (Шигаева) (р. 1947) | Татьяна Михалкова (Шигаева) (р. 1947) | Татьяна Михалкова (Шигаева) (р. 1947) |                          |                          |                          |                          |  |  |                             |                             |                             |                             |                             |                             |  |  |
|                                |                                |                                |                                |                                       |                                       |                                       |                                       |                                       |                                       |                                |                                |                                |                                |                                |                                |                                |                                |                             |                             |                             |                             |                             |                             |                                  |                                  |                                  |                                  |                                  |                                  |                               |                               |                               |                               |                               |                               |                                 |                                 |                                 |                                 |                                       |                                       |                                       |                                       |                                       |                                       |                          |                          |                          |                          |  |  |                             |                             |                             |                             |                             |                             |  |  |
|                                |                                |                                |                                |                                       |                                       |                                       |                                       |                                       |                                       |                                |                                |                                |                                |                                |                                |                                |                                |                             |                             |                             |                             |                             |                             |                                  |                                  |                                  |                                  |                                  |                                  |                               |                               |                               |                               |                               |                               |                                 |                                 |                                 |                                 |                                       |                                       |                                       |                                       |                                       |                                       |                          |                          |                          |                          |  |  |                             |                             |                             |                             |                             |                             |  |  |
|                                |                                |                                |                                | Егор Михалков- Кончаловский (р. 1966) | Егор Михалков- Кончаловский (р. 1966) | Егор Михалков- Кончаловский (р. 1966) | Егор Михалков- Кончаловский (р. 1966) | Егор Михалков- Кончаловский (р. 1966) | Егор Михалков- Кончаловский (р. 1966) |                                |                                | Мария Кончаловская (р. 1999)   | Мария Кончаловская (р. 1999)   | Мария Кончаловская (р. 1999)   | Мария Кончаловская (р. 1999)   | Мария Кончаловская (р. 1999)   | Мария Кончаловская (р. 1999)   |                             |                             | Пётр Кончаловский (р. 2003) | Пётр Кончаловский (р. 2003) | Пётр Кончаловский (р. 2003) | Пётр Кончаловский (р. 2003) | Пётр Кончаловский (р. 2003)      | Пётр Кончаловский (р. 2003)      |                                  |                                  | Степан Михалков (р. 1966)        | Степан Михалков (р. 1966)        | Степан Михалков (р. 1966)     | Степан Михалков (р. 1966)     | Степан Михалков (р. 1966)     | Степан Михалков (р. 1966)     |                               |                               | Анна Михалкова (р. 1974)        | Анна Михалкова (р. 1974)        | Анна Михалкова (р. 1974)        | Анна Михалкова (р. 1974)        | Анна Михалкова (р. 1974)              | Анна Михалкова (р. 1974)              |                                       |                                       | Артём Михалков (р. 1975)              | Артём Михалков (р. 1975)              | Артём Михалков (р. 1975) | Артём Михалков (р. 1975) | Артём Михалков (р. 1975) | Артём Михалков (р. 1975) |  |  | Надежда Михалкова (р. 1986) | Надежда Михалкова (р. 1986) | Надежда Михалкова (р. 1986) | Надежда Михалкова (р. 1986) | Надежда Михалкова (р. 1986) | Надежда Михалкова (р. 1986) |  |  |

Предки